# Protea poggei
Protea poggei är en tvåhjärtbladig växtart. Protea poggei ingår i släktet Protea och familjen Proteaceae.

## Underarter
Arten delas in i följande underarter:
- P. p. haemantha
- P. p. heliophila
- P. p. mwinilungensis
- P. p. poggei